# カミジョウオオクワガタ
カミジョウオオクワガタ(Dorcus kamijoi)は、甲虫目クワガタムシ科クワガタ属に属するクワガタムシである。

## 形態
アンタエウスオオクワガタによく似た種類だが、大アゴの裏に毛が生えていないことや、胸部の形状、メスの光沢が非常に強いなどの違いが見られる。あまり大きな個体もおらず、70mm前後でも大型。

## 生態
ベトナム南部に生息し、2009年に新種記載された。

## 分布
ベトナム社会主義共和国ラムドン省ダラット

## 飼育
- 産卵数は比較的多く、マットで沢山採卵することができる。
  - 幼虫は菌糸ビン飼育が最も良く、野外個体よりもかなり大型の個体が現れる。
- 後食は羽化後3カ月である。